# Vitaliy Parakhnevych
Vitaliy Parakhnevych (nacido el 4 de mayo de 1969) es un exfutbolista tayikistaní que se desempeñaba como delantero.
En 1997, Vitaliy Parakhnevych jugó para la selección de fútbol de Tayikistán.

## Trayectoria

### Clubes
| Club                      | País            | Año         |
| ------------------------- | --------------- | ----------- |
| FC Naftovyk-Ukrnafta      | Unión Soviética | 1987        |
| SC Odesa                  | Unión Soviética | 1988 - 1992 |
| Ternopilsky PFC Nyva      | Ucrania         | 1992        |
| FC Chernomorets Odessa    | Ucrania         | 1993 - 1995 |
| FC Lokomotiv Moscú        | Rusia           | 1995        |
| Jeonbuk Hyundai Motors FC | Corea del Sur   | 1995 - 1998 |
| Suwon Samsung Bluewings   | Corea del Sur   | 1998 - 2000 |
| Shonan Bellmare           | Japón           | 2000        |
| Anyang LG Cheetahs        | Corea del Sur   | 2001        |
| Bucheon SK                | Corea del Sur   | 2002        |
| FC Chernomorets Odessa    | Ucrania         | 2003        |
| FC Odessa                 | Ucrania         | 2003 - 2005 |

### Selección nacional
| Selección | País       | Año  |
| --------- | ---------- | ---- |
| Absoluta  | Tayikistán | 1997 |

## Estadística de equipo nacional
| Selección de fútbol de Tayikistán | Selección de fútbol de Tayikistán | Selección de fútbol de Tayikistán |
| Año                               | Part.                             | Goles                             |
| --------------------------------- | --------------------------------- | --------------------------------- |
| 1997                              | 1                                 | 0                                 |
| Total                             | 1                                 | 0                                 |